# Estació de Bena-Feners
Bena-Feners (oficialment en francès Béna-Fanès) és una estació de ferrocarril del tren groc, propietat de la SNCF, situada en el terme comunal d'Enveig, a l'Alta Cerdanya, de la Catalunya del Nord.
Presta servei als vilatges de Bena i Feners, tot i estar situada al sud-est del poble d'Enveig, molt lluny dels pobles de Bena, Feners o Brangolí. Curiosament, l'Estació de la Tor de Querol queda més a prop d'aquests pobles que l'estació que en duu els noms.
L'estació s'edifica en el marc de la construcció de la línia ferroviàrìa entre Perpinyà i la Cerdanya, d'ample mètric entre Vilafranca de Conflent i la Tor de Querol per la difícil orografia de la zona. La parada de tren es posa en servei el 1927 en posar-se en servei la darrera secció entre Montlluïs i la Tor de Querol.

## Serveis ferroviaris
| Procedència/Destinació    | <                         | Línia     | >               | Procedència/Destinació                  |
| ------------------------- | ------------------------- | --------- | --------------- | --------------------------------------- |
| TER d'Occitània           |                           |           |                 |                                         |
| La Tor de Querol - Enveig | La Tor de Querol - Enveig | Tren groc | Ur-Les Escaldes | Vilafranca de Conflent - Vernet - Fullà |